# Square Van-Vollenhoven
Le square Van-Vollenhoven est un espace vert situé dans le quartier du Bel-Air du 12e arrondissement de Paris.

## Situation et accès
Le site est accessible par le boulevard Poniatowski, le 5, rue Marcel-Dubois et la place Édouard-Renard.
Il est desservi par la ligne de métro 8 à la station Porte Dorée et par la ligne 3a du tramway d'Île-de-France à l'arrêt Porte Dorée.
Il est situé à proximité de deux ensembles immobiliers privés, le square Louis-Gentil et le square Paul-Blanchet.

## Origine du nom
Le nom du square fait référence à l'officier et administrateur colonial français Joost Van Vollenhoven (1877-1918).

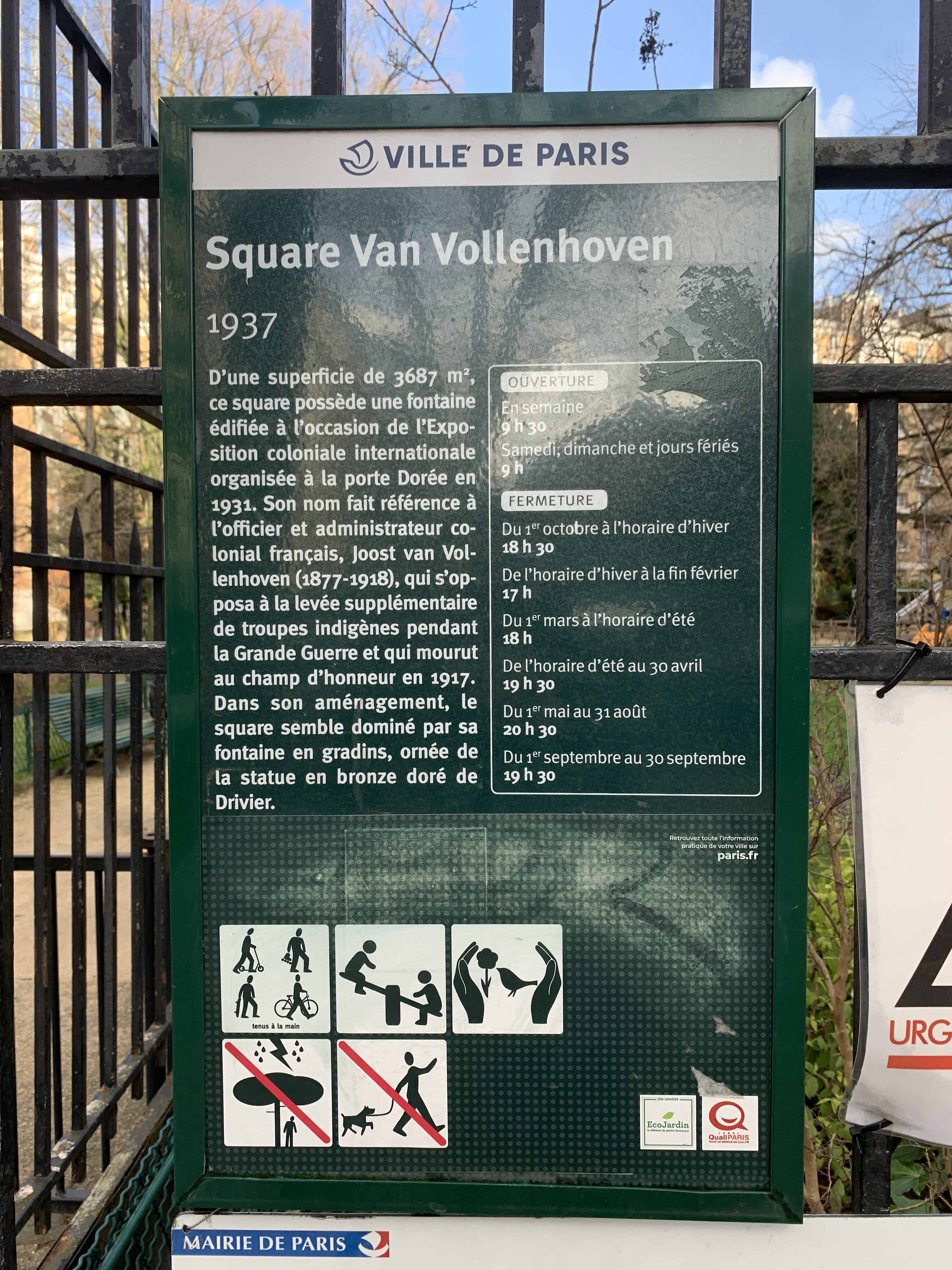
Panneau explicatif du square Van-Vollenhoven.

## Historique
Créé en 1937, le square a une superficie de 3 687 m2. 
Il possède une fontaine à gradins, décorée d'une mosaïque, construite à l'occasion de l'Exposition coloniale organisée à la porte Dorée à Paris, en 1931. En 1949 fut érigée une statue de Louis Baudry représentant le général français Jean-Baptiste Marchand (1863-1934). Elle fut détruite en 1983,.

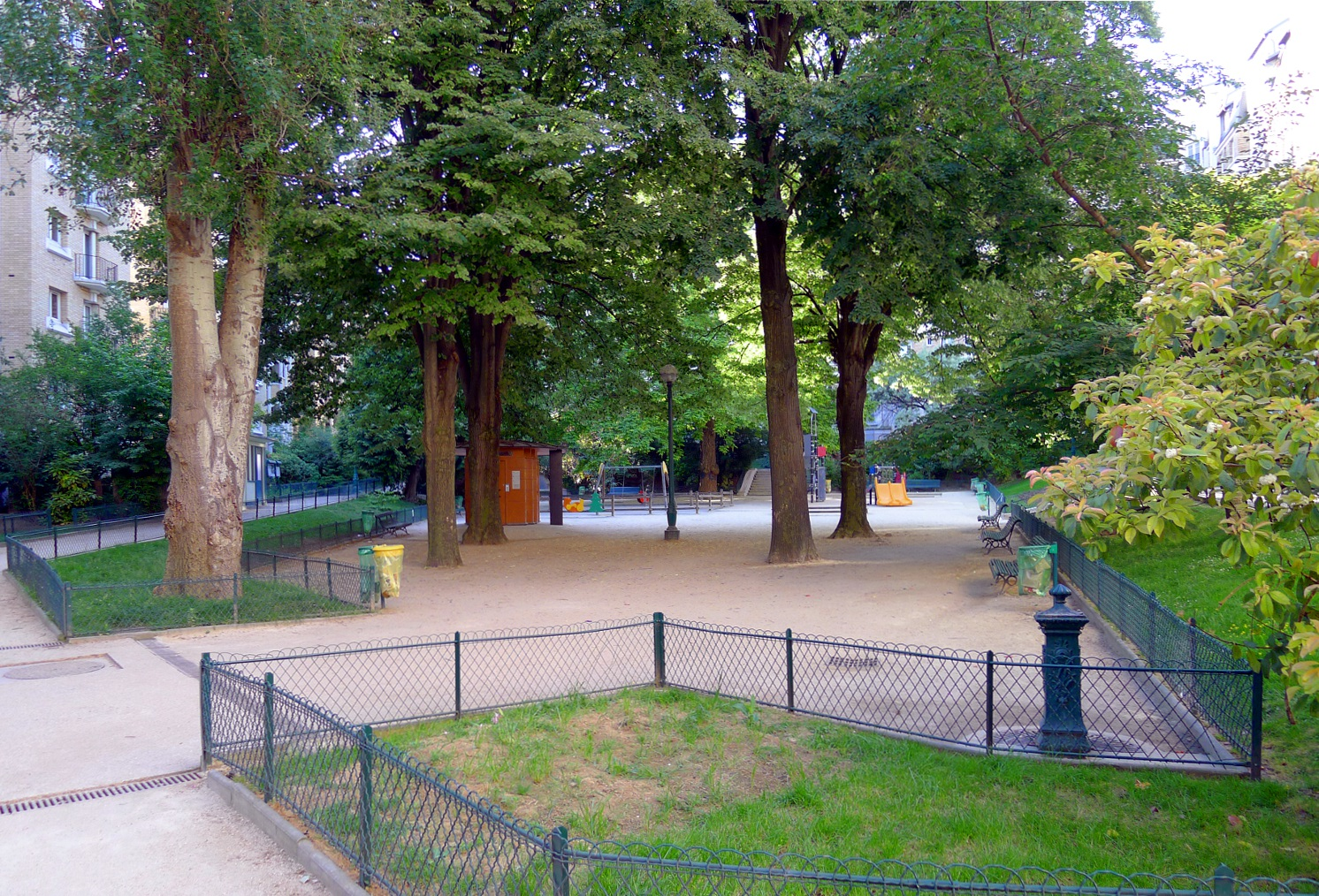
Vue du square Van-Vollenhoven.